# Elevador de São Sebastião

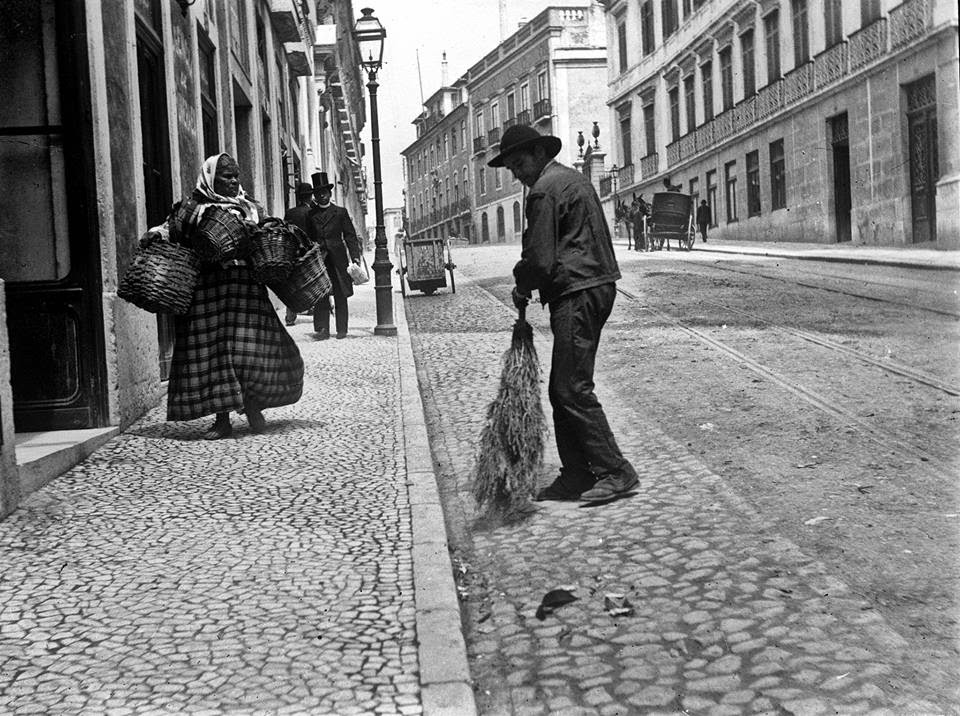
Aspeto do trilho, em 1900, na Rua de São José.

O Elevador de São Sebastião, ou Ascensor de São Sebastião da Pedreira, etc. era um sistema de transporte por cabo sem-fim em funcionamento em Lisboa, Portugal, projetado por Raoul Mesnier de Ponsard.

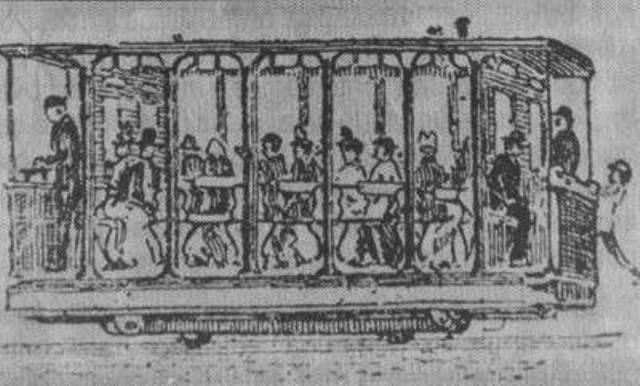
Caricatura alusiva ao fim do ascensor de São Sebastião.

Ligava o Largo de São Domingos, na Baixa, ao Largo de São Sebastião da Pedreira (dando acesso ao Jardim Zoológico de Lisboa, então a funcionar na Palhavã), passando pelo Largo do Andaluz. Funcionava a vapor. Era a carreira Y dos transportes públicos de Lisboa, designada como Lavra ⇆ Jardim Zoológico (ascensor), com dez circulações diárias.

## História
A inauguração teve lugar em 15 de janeiro de 1899, pelas 8 horas e meia da manhã. O serviço inaugural, feito pelo carro número 4, não correu regularmente: conforme noticiado no Diario Illustrado, "na ascensão, como a agulha era mais comprida e mais grossa, a roda saltou fora, entortando-se". Ainda assim, pôde chegar à estação, onde ficou juntamente com o carro número 1; os carros número 2 e 3 só puderam funcionar às 2 horas e meia da tarde, em consequência dos grifos das rodas estarem cheios de terra, tendo de ser limpos. Malgrado as dificuldades, realizaram-se festejos no Largo de São Sebastião da Pedreira, que estava embandeirado, e no Largo de São Domingos, onde foi distribuído um bodo a 200 pobres e tocaram a banda dos Bombeiros Municipais e a Estudantina Fraternidade Lusitana.
 O elevador foi fechado e desmantelado em 1901, dois anos após ser inaugurado, devido à falência da empresa que operava o elevador, a Companhia de Viação Funicular, criada anos antes a partir da Companhia Viação Urbana a Vapor.